# Kiel Reijnen
Kiel Reijnen (Bainbridge Island, 1 juni 1986) is een voormalig Amerikaans wielrenner die meerdere seizoenen reed voor Trek-Segafredo.
Zowel in 2010 als in 2013 werd Reijnen derde op het Amerikaanse kampioenschap op de weg voor elite.

## Overwinningen
2010
1e etappe Ronde van Thailand
Eindklassement Ronde van Thailand
2011
1e, 2e, 3e en 5e etappe Ronde van Rwanda
Eindklassement Ronde van Rwanda
2013
4e etappe Ronde van de Gila
Philadelphia Cycling Classic
Bucks County Classic
2014
Philadelphia Cycling Classic
1e etappe USA Pro Challenge
Puntenklassement USA Pro Challenge
2015
Bergklassement Ronde van Langkawi
1e etappe Ronde van Utah
3e etappe USA Pro Challenge
2016
5e etappe Ronde van Utah
Puntenklassement Ronde van Utah

## Resultaten in voornaamste wedstrijden
| Jaar | Ronde van Italië | Ronde van Frankrijk | Ronde van Spanje |
| ---- | ---------------- | ------------------- | ---------------- |
| 2012 |                  |                     |                  |
| 2013 |                  |                     |                  |
| 2014 |                  |                     |                  |
| 2015 |                  |                     |                  |
| 2016 |                  |                     | 132e             |
| 2017 |                  |                     |                  |
| 2018 |                  |                     | 135e             |
| 2019 |                  |                     | 141e             |
| 2020 |                  |                     |                  |
| 2021 |                  |                     | opgave           |

| Jaar | Milaan-San Remo | Ronde van Vlaanderen | Amstel Gold Race | Luik-Bast.‑Luik | Ronde van Lombardije | Gent-Wevelgem | Waalse Pijl |  | WK op de weg |  | Wereldranglijsten |
| ---- | --------------- | -------------------- | ---------------- | --------------- | -------------------- | ------------- | ----------- |  | ------------ |  | ----------------- |
| 2012 | 75e             |                      |                  |                 |                      |               |             |  |              |  |                   |
| 2013 |                 |                      |                  |                 |                      |               |             |  |              |  |                   |
| 2014 | 77e             |                      |                  |                 |                      |               | opgave      |  | opgave       |  |                   |
| 2015 |                 |                      |                  |                 | opgave               |               | opgave      |  |              |  |                   |
| 2016 |                 |                      | opgave           | 151e            |                      |               | opgave      |  |              |  |                   |
| 2017 | 143e            | 107e                 |                  |                 | opgave               | opgave        |             |  | 109e         |  | 277e (UWT)        |
| 2018 | 115e            | opgave               |                  |                 |                      | opgave        |             |  |              |  |                   |
| 2019 |                 | opgave               |                  |                 |                      | opgave        |             |  |              |  |                   |
| 2020 |                 | opgave               |                  |                 |                      | opgave        |             |  |              |  |                   |
| 2021 |                 | opgave               |                  |                 |                      |               |             |  |              |  |                   |

## Ploegen
- 2008 –  Jelly Belly Cycling Team (stagiair vanaf 1 augustus)
- 2009 –  Jelly Belly Cycling Team
- 2010 –  Jelly Belly presented by Kenda
- 2011 –  Team Type 1-Sanofi[1]
- 2012 –  Team Type 1-Sanofi
- 2013 –  UnitedHealthcare Pro Cycling Team
- 2014 –  UnitedHealthcare Professional Cycling Team
- 2015 –  UnitedHealthcare Professional Cycling Team
- 2016 –  Trek-Segafredo
- 2017 –  Trek-Segafredo
- 2018 –  Trek-Segafredo
- 2019 –  Trek-Segafredo
- 2020 –  Trek-Segafredo
- 2021 –  Trek-Segafredo

Bazzana · Bertogliati · Bodrogi · Bowden · Calabria · Callegarin · Dugan · Eldridge · Grendene · Ilešič · A. Jefimkin · V. Jefimkin · Kerkhof · King · Kobzarenko · Kocjan · Mejías · Melero · Reijnen · Sjmidt · Steward · Verschoor · Magner (stagiair) · Rosskopf (stagiair)
Antomarchi · Bazzana · Bertogliati · Bodrogi · Bowden · Calabria · Callegarin · Colli · Cusin · Dugan · El Fares · Eldridge · Fortin · Ilešič · Jefimkin · Kocjan · Laengen · Mejías · Preidler · Reijnen · Rosskopf · Serebrjakov · Verschoor · Lozano (stagiair)
Alafaci · Arredondo · Beppu · Bernard · Bobridge · Bonifazio · Cancellara   · Coledan · Devolder · Didier · Felline · Hesjedal · Irizar · Mollema · Nizzolo · Popovytsj · van Poppel · Rast · Reijnen · Schleck · Stetina · Stuyven · Theuns · Zoidl · Zubeldia · Allegaert (stagiair) · Mosca (stagiair)
Alafaci · Beppu · Bernard · Brändle · Cardoso · Coledan · Contador · Daniel · Degenkolb · Didier · Felline · Gogl · Guerreiro · Hernández · Irizar · de Kort · Mollema · Nizzolo · Pantano · Pedersen · van Poppel · Rast · Reijnen · Stetina · Stuyven · Theuns · Zubeldia · Conci (stagiair) · Moschetti (stagiair) · Toovey (stagiair)
Alafaci · Beppu · Bernard · Brambilla · Brändle · Conci · Daniel · Degenkolb · Didier · Eg · Felline · Frame · Gogl · Grmay · Guerreiro · Irizar · de Kort · Mollema · Mullen · Nizzolo · Pantano · Pedersen · van Poppel · Rast · Reijnen · Skujiņš · Stetina · Stuyven
Beppu · Bernard · Brambilla · Ciccone · Clarke · Conci · Degenkolb · Eg · Felline · Frame · Gogl · Irizar (actief t/m 3 augustus) · Kirsch · de Kort · Mollema · Mosca (vanaf 1 augustus) · Moschetti · Mullen · Pantano · Pedersen  · Porte · Reijnen · Skujiņš · Stetina · Stuyven · Theuns · Debeaumarché (stagiair) · López (stagiair) · Quarterman (stagiair)
Bernard · Brambilla · Ciccone · Clarke · Conci · De Kort · Eg · Elissonde · Kamp · Kirsch · Liepiņš · López · Mollema · Mosca · Moschetti · Mullen · A. Nibali · V. Nibali · Pedersen  · Porte · Quarterman · Reijnen · Ries · Simmons · Skujiņš · Stuyven · Theuns · Weening (vanaf 5 juni) · Fancellu (stagiair) · Skjelmose Jensen (stagiair) · Tiberi (stagiair)
Bernard · Brambilla · Ciccone · Conci · Eg · Egholm · Elissonde · Gebreigzabhier · Kamp · Kirsch · De Kort  · Liepiņš · López · Mollema · Mosca · Moschetti · Mullen · A. Nibali · V. Nibali · Pedersen · Quarterman · Reijnen · Ries · Simmons · Skjelmose Jensen · Skujiņš · Stuyven · Theuns · Tiberi · Baroncini (stagiair) · Hellemose (stagiair) · Hoole (stagiair)